# Павел Сток
П́авел Стані́слав Сток (прізвисько — Па́тик (пол. Patyk); пол. Paweł Stanisław Stok, 22 березня 1913, Загребелля, нині в межах Тернополя — 18 серпня 1993, Краків) — польський баскетболіст. Представник Польщі на Олімпіаді в Берліні 1936 році, на якій польська команда зайняла 4 місце, та на чемпіонаті Європи 1939 року в Каунасі, де збірна Польщі отримала бронзову медаль.

## Життєпис
Народився 22 березня 1913 року в с. Загребеллі поблизу м. Тернополя, (Королівство Галичини і Володимирії, Австро-Угорщина, нині на території села розташований мікрорайон «Дружба» м. Тернополя, обласного центру України) в родині залізничного слюсаря-механіка Себастьяна Стока та Юлії з Лесиків.

### Клубна кар'єра
Почав грати в баскетбол в команді краківського відділення ХАМЛ у 1926 році, паралельно займався волейболом і гандболом. З ХАМЛ став переможцем чемпіонату Польщі в сезонах 1933 і 1934 років. У 1935 році, після розформування команди ХАМЛ перейшов у «Віслу», з якою виступав до завершення кар'єри. У найуспішнішому за період його виступів у «Віслі» сезоні 1947 року, в якому команда зайняла 2-ге місце, Сток став найрезультативнішим гравцем команди у фінальній пульці, набравши 18 очок у матчі проти АЗС (Варшава) (33:34), 8 — у матчі проти «Варти» (Познань) (44:33) та 13 — у матчі проти ККС (Познань) (35:33). У наступному сезоні 1947/48 років зіграв всього у 7 матчах з 16-ти, але набрав у них 134 очки (19,1 за гру).

### Кар'єра у збірній
Сток був одним з основних баскетболістів збірної Польщі з середини 30-их до кінця 40-их років. Грав на олімпійському турнірі 1936 року і на чемпіонатах Європи 1937 (збірна Польщі посіла 4-те місце), 1939 (3-тє), 1946 (9-те) і 1947 років (6-те). На ЧЄ-1937 і ЧЄ-1939 входив у символічні збірні. На ЧЄ-1946, незважаючи на в цілому невдалий виступ збірної Польщі, став найрезультативнішим гравцем, набравши 63 очки в 5 матчах: в середньому 12,6 за гру.
Один з небагатьох довоєнних гравців високого рівня, які продовжили успішні виступи й після війни. Всього за збірну зіграв 39 матчів, в яких набрав 174 очки.